# Soutien des États-Unis à Israël dans la guerre de Gaza
Pour un article plus général, voir Guerre à Gaza depuis 2023.

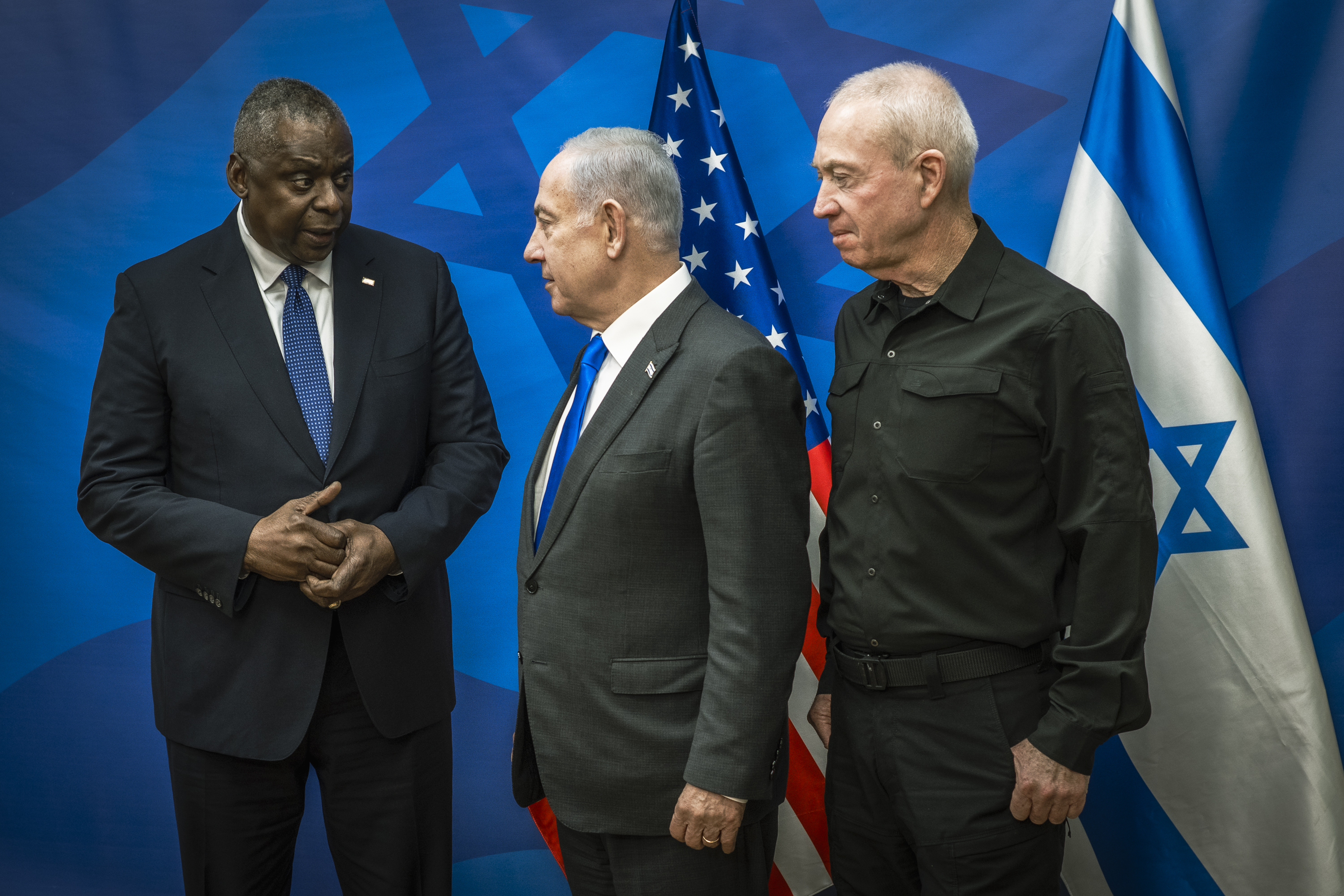
Le secrétaire américain à la Défense Lloyd Austin rencontre le Premier ministre israélien Benyamin Netanyahou et le ministre israélien de la Défense Yoav Gallant à Tel Aviv le 13 octobre 2023.

Après le déclenchement de la guerre de Gaza, les États-Unis commencent à déployer des navires de guerre et des avions militaires en Méditerranée orientale tout en fournissant à Israël des munitions et du matériel militaire.
Les États-Unis déclarent qu'Israël recevra « tout ce dont il a besoin » pour soutenir l'offensive terrestre de Tsahal dans la bande de Gaza, promettant également davantage d’aide militaire à Israël. Le 20 octobre 2023, le président Biden annonce avoir demandé au Congrès une aide supplémentaire de 14 milliards de dollars.
Israël et les États-Unis sont de plus en plus isolés au milieu des appels mondiaux croissants à un cessez-le-feu,, ces derniers opposant leur veto à plusieurs résolutions du Conseil de sécurité des Nations Unies appelant à un cessez-le-feu et à une aide humanitaire accrue pour Gaza. Des groupes de défense des droits internationaux ont condamné les États-Unis pour leur soutien militaire et diplomatique pouvant les rendre complices de crimes de guerre,,,. Biden est confronté à une opposition croissante au soutien américain à Israël, y compris au sein de sa propre administration.

## Contexte

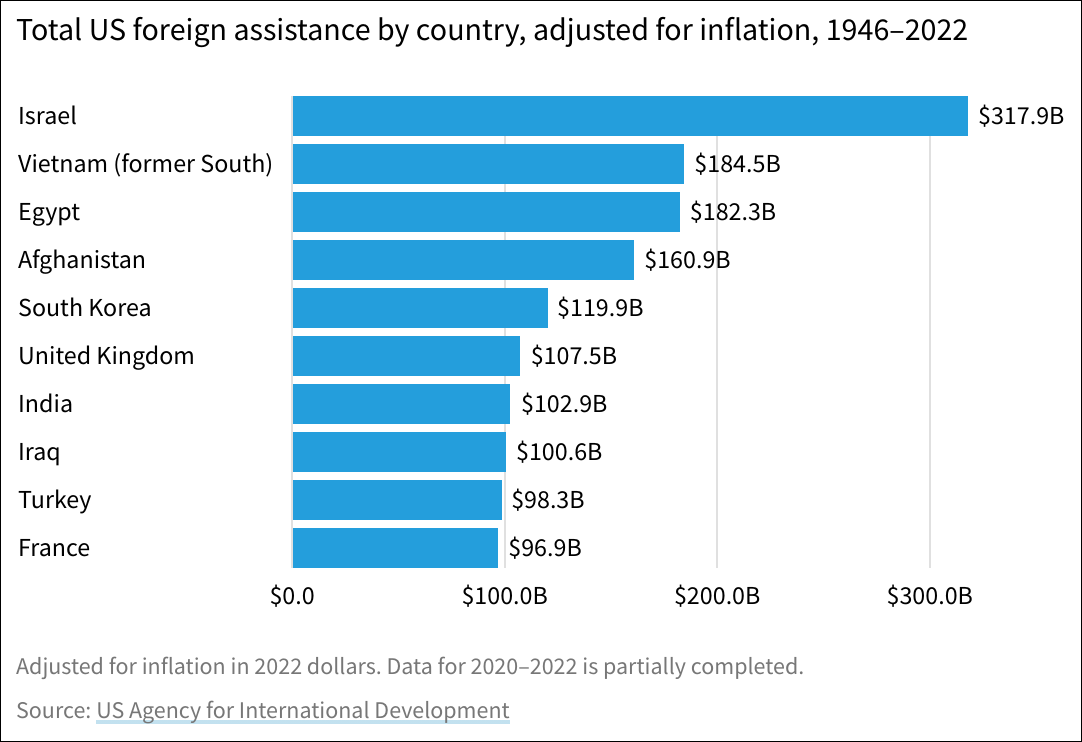
Graphique montrant les bénéficiaires de l'aide étrangère américaine, 1946-2022.

Après l'attaque du Hamas contre Israël le 7 octobre, entraînant la mort de 1 139 Israéliens, Israël lance une campagne aérienne contre Gaza,. Plus de 24 000 Palestiniens, pour la plupart des enfants et des femmes, sont tués dans cette zone depuis le début des bombardements israéliens, selon le ministère de la Santé de Gaza. Israël impose un blocus complet pour empêcher l'entrée de carburant et d'eau dans la bande de Gaza, alors que Tsahal semble se préparer à une invasion terrestre sur cette étroite bande côtière densément peuplée,,,. Les États-Unis qualifient l’attaque préventive du Hamas de « non provoquée » et commencent à déployer des navires et des avions de guerre dans la région, prêts à donner à Israël tout ce dont le pays a besoin. La Commission américaine des droits civils appelle le gouvernement à s'attaquer aux problèmes sous-jacents qui ont conduit aux récentes violences, comme la possession illégale de terres palestiniennes par Israël depuis 56 ans et son blocus de Gaza depuis 16 ans, ainsi que le « régime de l'apartheid dans toute la Palestine historique ».
Depuis la création d'Israël en 1948, le pays a reçu 158 milliards de dollars d'aide militaire des États-Unis, ce qui en fait le plus grand bénéficiaire de l'histoire,. Après la victoire d'Israël sur les forces arabes environnantes en 1967 et l'occupation ultérieure de la Cisjordanie, de Jérusalem-Est et de Gaza, l'assistance militaire au pays a considérablement augmenté. Le Dôme de fer, devenu opérationnel en 2011, a été créé avec l’aide des États-Unis, chargés de fournir les composants du système, notamment en allouant plus de 1,5 milliard de dollars à la défense antimissile d’Israël en 2022. Dans le cadre d’un accord record de 38 milliards de dollars sur dix ans négocié sous l’ancien président américain Barack Obama en 2016, l’aide militaire américaine à Israël a dépassé 3,8 milliards de dollars en 2023. Sur les 3,8 milliards de dollars d'aide militaire accordés à Israël cette année, un demi-milliard est destiné à la défense antimissile israélienne. Washington annonce qu'il reconstituera les munitions utilisées par Israël lors de la récente guerre contre le Hamas.

## Chronologie

### Octobre 2023
- Quelques heures après le début de guerre à Gaza, le 7 octobre, les États-Unis commencent à déployer des navires et des avions de guerre dans la région, prêts à donner à Israël tout ce dont le pays a besoin[1].
  - Le secrétaire américain à la Défense, Lloyd Austin, ordonne le déploiement du Carrier Strike Group 12 de la marine américaine, dirigé par le USS Gerald R. Ford[22],[21],[1].
  - Israël demande aux États-Unis des intercepteurs pour le Dôme de fer, le président Joe Biden déclarant une fourniture rapide des équipements et des ressources supplémentaires, y compris des munitions, qui parviendront à Israël d’ici quelques jours.
  - Le secrétaire d'État américain Antony Blinken déclare que Washington apportera son « plein soutien » à Israël, avec des systèmes de guidage de missile et des avions de combat F-35 parmi les équipements envoyés[1].

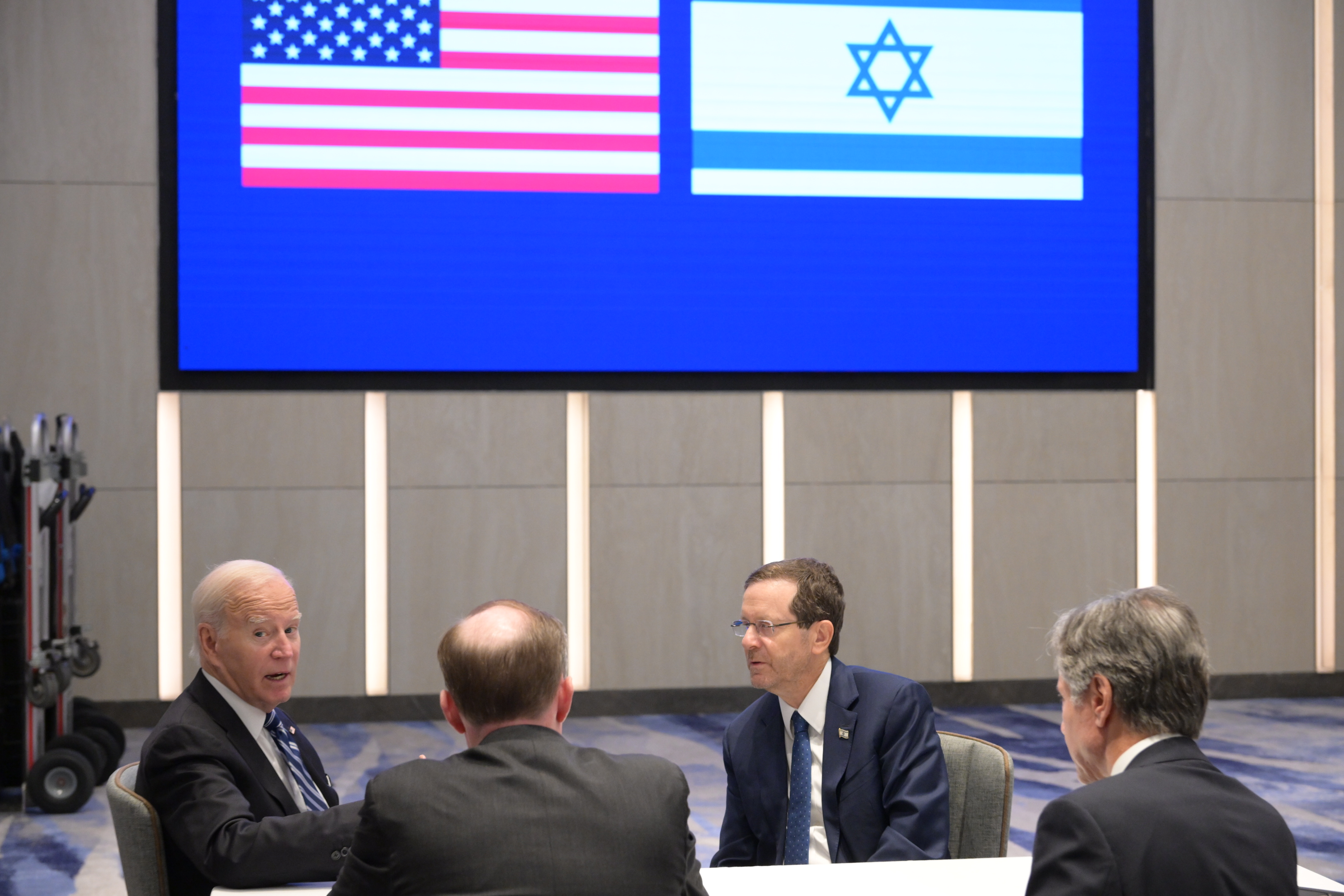
Le président américain Joe Biden, le secrétaire d'État américain Antony Blinken et le président israélien Isaac Herzog à Tel Aviv le 18 octobre 2023.

- Le 10 octobre, davantage de navires et de troupes sont en route vers Israël, des hommes supplémentaires étant prêts à être déployés si nécessaire. Un porte-avions américain et son groupe d'attaque se trouvent déjà en Méditerranée orientale, et un second porte-avions américain est en transit pour cette zone.
  - En outre, trois navires de guerre sont envoyés au Proche-Orient. Un grand nombre d’avions sont envoyés vers des bases militaires américaines à travers le Moyen-Orient, les forces d’opérations spéciales américaines coopérant avec l’armée israélienne en matière de planification et de renseignement[1].
  - Alors qu’Israël se prépare à une éventuelle attaque terrestre contre Gaza, l’administration Biden et des membres éminents du Congrès préparent un programme d’aide des États-Unis avec environ 2 milliards de dollars de financement supplémentaire pour soutenir Israël[23].
- Le 12 octobre, le secrétaire d'État Antony Blinken réitére l'engagement des États-Unis en faveur de la sécurité d'Israël lors d'une conférence de presse avec le Premier ministre israélien Benyamin Netanyahou[14].
- Le 14 octobre, le secrétaire à la Défense Lloyd Austin annonce déployer un second porte-avions en Méditerranée orientale « pour dissuader les actions hostiles contre Israël ou tout effort visant à élargir cette guerre ». En outre, l’armée de l’air déploie deux fois plus d’escadrons de F-16, A-10 et F-15E qu’auparavant dans la région du golfe Persique afin d’y intensifier la présence de ses avions d’assaut terrestres. Selon les responsables, les États-Unis disposeront d’une armada aérienne de plus de 100 avions d’attaque une fois combinés aux quatre escadrons d’avions F/A-18 stationnés à bord de chaque porte-avions. De plus, afin d'aider à la collecte de renseignements et à la préparation de toute opération visant à localiser et à sauver les 150 otages enlevés le 7 octobre – dont plusieurs Américains – que le Hamas détient, le Pentagone envoie une petite équipe de personnel des opérations spéciales en Israël[24].
- Le 15 octobre, la Maison Blanche déclare qu’elle tentera cette semaine d’obtenir l’approbation du Congrès sur un nouveau programme d’aide en armement de 2 milliards de dollars pour Israël et l’Ukraine[25].
  - Le secrétaire américain à la Défense, Lloyd Austin, ordonne également la préparation d'environ 2 000 soldats en vue d'un déploiement éventuel en Israël, indiquent plusieurs responsables de la défense[26],[1].
  - Selon trois responsables américains et un responsable israélien, l’administration Biden discute de la possibilité de recourir à la force militaire si le Hezbollah se joint à la guerre à Gaza[27].
  - Les États-Unis sont prêts à envoyer davantage de forces à titre dissuasif au Moyen-Orient si nécessaire[28].
- Le 17 octobre, cinq cargaisons d’armes et d’équipements américains arrivent en Israël[1]. Les États-Unis ont placé 2 000 soldats en état d'alerte et étendu le déploiement d'un porte-avions au Moyen-Orient[29].
- Le 19 octobre, un jour après son voyage en Israël, le président américain exhorte le Congrès à accroître son aide militaire à Israël et à l'Ukraine[30].
  - Biden affirme que le Hamas vise à « annihiler » la démocratie en Israël[12].
- Le 20 octobre, Biden annonce que le fonds supplémentaire demandé au Congrès s’élèvera au total à 14 milliards de dollars, dans le cadre d’un programme d’aide militaire de 105 milliards de dollars[2],[12].
- Le 21 octobre, le Pentagone annonce le déploiement au Moyen-Orient de deux de ses systèmes de défense antimissile les plus puissants – une batterie THAAD et des batteries Patriot supplémentaires[2],[31].

### Novembre 2023

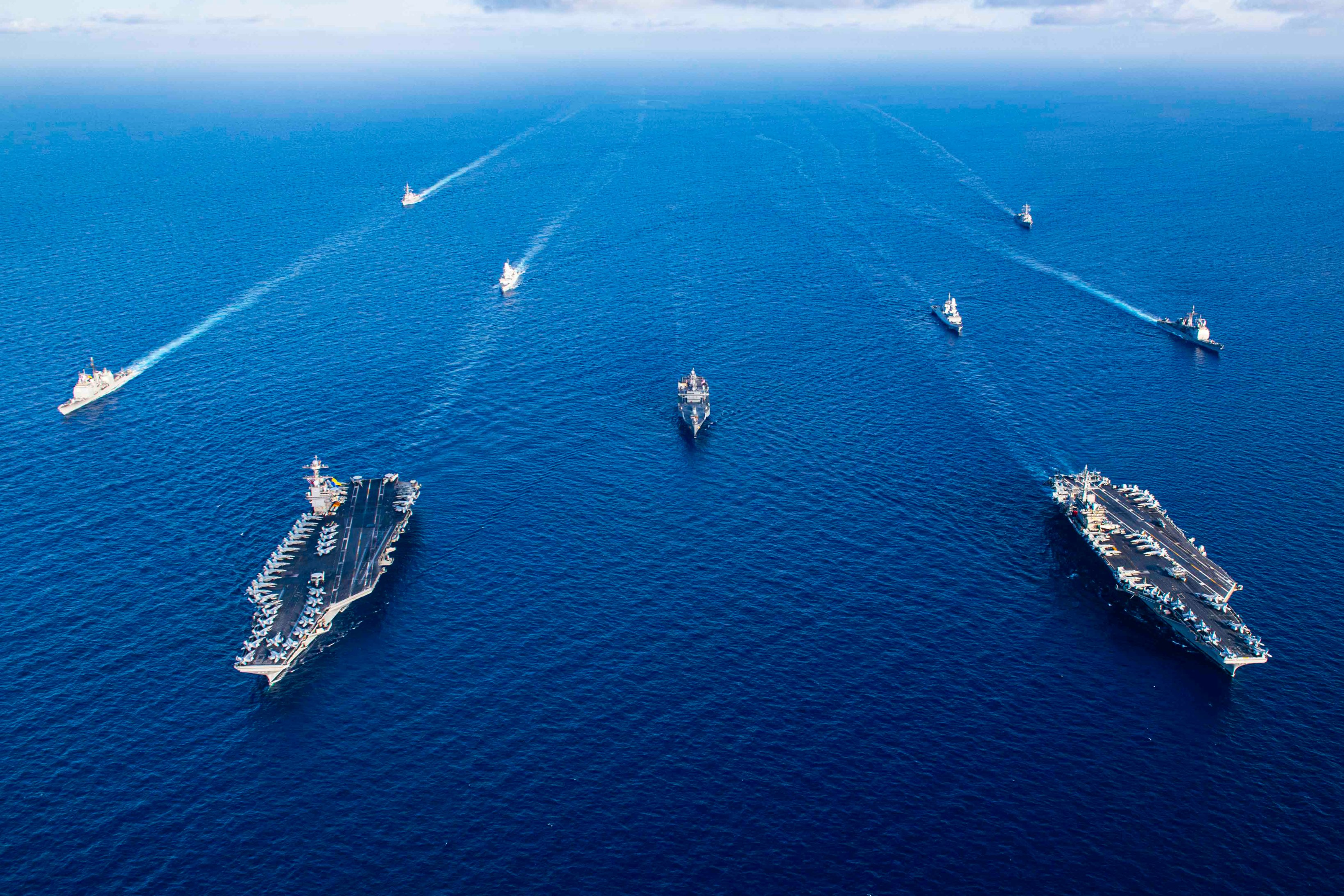
Les groupes aéronavals et en novembre 2023.

- Un plan républicain, approuvé par la Chambre des représentants des États-Unis, prévoit une aide militaire de 14,5 milliards de dollars pour Israël. En outre, Israël reçoit la plus grande aide militaire des États-Unis par rapport à tout autre pays depuis la Seconde Guerre mondiale, avec une aide dépassant 124 milliards de dollars[32].

### Décembre 2023
- Selon un rapport du Wall Street Journal, les États-Unis ont fourni à Israël une gamme de munitions, y compris des bombes dites « anti-bunker », pour mener sa guerre à Gaza. Le rapport du WSJ indique que les expéditions d’armes américaines vers Israël depuis le début de la guerre comprennent 15 000 bombes et 57 000 obus d’artillerie de 155 mm, transportés pour la plupart à bord d’avions cargo militaires C-17. Les États-Unis ont également envoyé plus de 5 000 bombes Mk82 non guidées, plus de 5 400 bombes Mk84, environ 1 000 bombes GBU-39 de petit diamètre et près de 3 000 JDAM. Le Wall Street Journal affirme que certaines des attaques israéliennes les plus sanglantes contre la bande de Gaza ont impliqué l’utilisation d'importantes bombes de fabrication américaine, comme celle ayant détruit un complexe d’appartements dans le camp de réfugiés de Jabaliya et tué plus d’une centaine de personnes[33].
- Les États-Unis opposent leur veto contre une nouvelle résolution du Conseil de sécurité de l’ONU appelant à un cessez-le-feu humanitaire le 8 décembre[8].
- Le 9 décembre, Biden utilise l’autorité d’urgence pour ignorer l’examen du Congrès afin de vendre environ 14 000 obus de char d’une valeur de 106,5 millions de dollars en vue d'une livraison immédiate à Israël[34].
- Le 29 décembre, le gouvernement américain vend de nouveau à la hâte des obus d'artillerie et armes connexes d'une valeur de 147,5 millions de dollars pour reconstituer le stock d'armes d'Israël[35].

### Janvier 2024

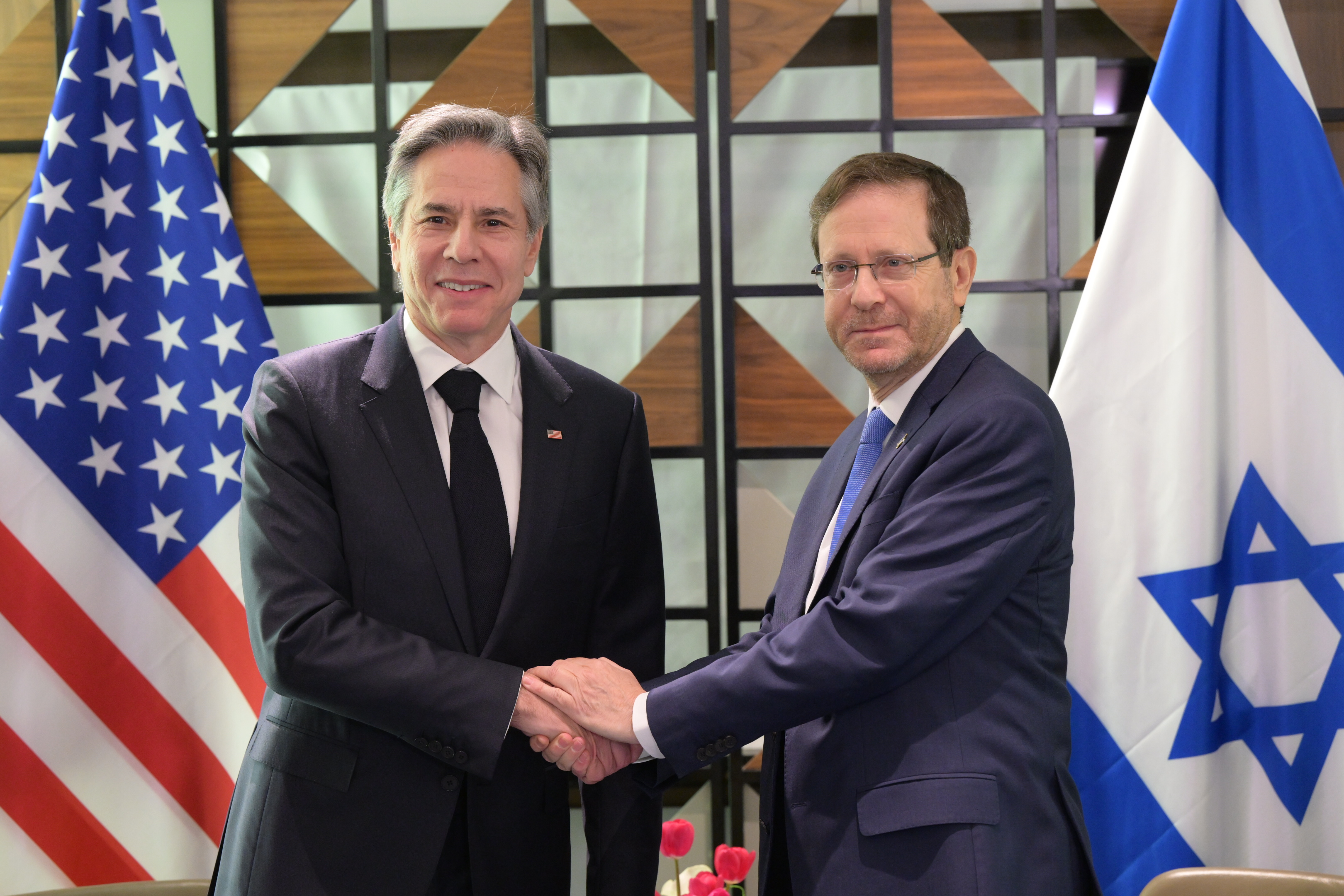
Le secrétaire d'État américain Antony Blinken et le président israélien Isaac Herzog à Tel Aviv le 9 janvier 2024.

- Le 4 janvier, John Kirby déclare qu'aucune action menée par Israël pourrait inciter le gouvernement à modifier leur approche sur le conflit en cours[36].
- Le 18 janvier, le porte-parole du Département d'État américain, Matthew Miller, déclare : « Notre soutien à Israël reste à toute épreuve »[37].
- Le Premier ministre Netanyahou réaffirme son opposition à la création d'un État palestinien et revendique sa fierté d’avoir jusqu’à présent empêché la création d’un État, ce qui amène Biden a évoquer la possibilité d'une solution à deux États avec Netanyahou au pouvoir[38].
- Le 19 janvier, John Kirby déclare : « Nous n'avons aucune indication montrant des efforts délibérés de crimes de guerre » de la part d'Israël[39].
- Brett McGurk, le responsable de la planification de l'après-guerre à la Maison Blanche pour Gaza, aurait soutenu un plan concernant l'échange d'une ingérence israélienne minimale dans les territoires palestiniens contre une normalisation saoudienne avec Israël[40].
- La CIA annonce la création d'une nouvelle taskforce chargé de fournir des renseignements à Israël concernant les dirigeants du Hamas[41].

### Février 2024
- Biden qualifie les actions d'Israël à Gaza d'« exagérées » et publie un mémorandum exigeant un fournissement de l'aide militaire uniquement dans le respect du droit international du pays[42],[43].
- Lors d’un appel avec Benyamin Netanyahou, Biden déclare qu’Israël aura le soutien des États-Unis lors de l'invasion prévue de Rafah uniquement si Tsahal met en place un « plan crédible et exécutable »[44].
- Le Département d'État annonce examiner des informations selon lesquelles Israël aurait blessé des civils palestiniens à Gaza[45].
- Le Sénat adopte un programme d'aide de 14 milliards de dollars pour Israël[46].
- Selon trois responsables américains, les forces israéliennes pourront envahir Rafah et éliminer des civils sans aucune conséquence de la part des États-Unis[47].
- Les États-Unis commencent à se préparer à envoyer davantage d’armes à Israël avant son offensive prévue sur Rafah[48], en déclarant : « Israël prend des mesures efficaces pour empêcher les violations flagrantes des droits de l’homme »[49].
- L'ambassadrice américaine auprès de l'ONU, Linda Thomas-Greenfield, déclare continuer à opposer son veto aux résolutions du Conseil de sécurité de l'ONU demandant un « cessez-le-feu humanitaire immédiat »[50].
  - Deux jours plus tard, elle opposa son veto à une résolution demandant un cessez-le-feu immédiat[51].
- Un projet de résolution du Conseil de sécurité de l'ONU rédigé par les États-Unis appelle à un cessez-le-feu temporaire et déclare qu'une offensive sur Rafah aura de « graves conséquences » pour la région[52].
- Le membre du Congrès américain Andy Ogles, alors interrogé sur la mort d'enfants palestiniens à Gaza, répond par une phrase qui fait polémique : « nous devrions tous les tuer »[53].
- Un militaire américain âgé de 25 ans s'est immolé devant l'ambassade d'Israël à Washington pour protester contre l'invasion israélienne de Gaza[54].
- Les États-Unis demandent à Israël une confirmation écrite sur l'utilisation des armes américaines conformément au droit international sous peine de suspension de ces transferts[55].

### Mars 2024
- Après le massacre de la farine, les États-Unis commencent à larguer de l'aide pour la population gazaouis[56]. Les responsables estime que « Biden reste réticent à opérer des changements majeurs dans sa politique à l’égard d’Israël, y compris en imposant des conditions à l’aide militaire à Israël »[57].
- Biden appelle les Républicains à adopter son projet de loi sur l'aide étrangère pour « aider à garantir qu'Israël puisse se défendre ». Il déclare qu'il fournira également « une aide humanitaire essentielle au peuple palestinien »[58].
- Les responsables américains déclarent au Congrès avoir approuvé plus de 100 ventes d’armes à Israël depuis le 7 octobre[59].
- Certains des alliés les plus proches de Biden au Sénat américain – notamment Christopher Coons, Jack Reed, Tim Kaine et Patty Murray – auraient fait pression sur Biden pour changer de tactique à Gaza[60]. Le sénateur Bernie Sanders, ainsi que sept autres sénateurs américains, avertissent qu’armer Israël constitue une violation de la loi sur l’assistance étrangère, qui interdit aux États-Unis d’armer les pays qui limitent l’aide humanitaire[61],[62].
- Les dirigeants du Congrès et la Maison Blanche sont parvenus à un accord interdisant le financement de l'UNRWA jusqu'en mars 2025[63].
- Le 30 mars, la Maison Blanche autorise des transferts d’armes d'une valeur de 2,5 milliards de dollars vers Israël[64].

### Avril 2024
- En réponse à une question demandant si des transferts d'armes supplémentaires vers Israël affaibliront la crédibilité des États-Unis, un porte-parole du Département d'État répond : « Nous sommes attachés au droit d'Israël à l'autodéfense, et il s'agit d'un engagement à long terme que les États-Unis ont pris »[65].
- Les États-Unis approuvent un projet d'aide de 95 milliards de dollars, comprenant 13 milliards pour Israël et 9 milliards d'aide humanitaire pour Gaza. L'aide à Israël vise à renforcer le Dôme de fer et est saluée par le Premier ministre israélien, bien que critiquée par la présidence palestinienne[66],[67].
- Le Département d'État américain déclare que cinq unités de l'armée israélienne furent responsables de « violations flagrantes des droits de l'homme » avant le 7 octobre, mais celles-ci demeurent toujours éligibles à une aide militaire[68].

### Mai 2024
- Le président américain déclare arrêter l'envoi d'armes vers Israël en cas d'« invasion majeure » de Rafah[69]. Cependant, moins d’une semaine plus tard, malgré le lancement de l'offensive sur Rafah, Biden informe le Congrès d’une vente d’armes d’un milliard de dollars à Israël[70].
- Malgré la demande du procureur de la Cour pénale internationale sur l'émission d'un mandat d’arrêt visant des dirigeants israéliens, les États-Unis annoncent toujours se tenir aux côtés de l'État hébreu[71].

### Juin 2024
- Les législateurs américains adoptent une loi visant à sanctionner la Cour pénale internationale pour les efforts déployés par ses procureurs sur l'émission de mandats d'arrêt contre de hauts responsables israéliens accusés de crimes de guerre à Gaza[72].
- Le 6 juin, le porte-parole du département d'État américain (en), Matthew Miller (en), déclare à la presse : « Vous avez ce site où le Hamas se cache dans une école [...] ces individus sont des cibles légitimes, mais en même temps ils sont entourés de civils. Israël a le droit de [...] cibler ces civils »[73]. La retranscription du point de presse précise que par « civils », il voulait dire « combattants du Hamas »[74].

## Analyse
Les législateurs américains considèrent depuis longtemps Israël comme un allié pour aider à protéger les intérêts stratégiques américains au Moyen-Orient. Selon Al Jazeera, le maintien de l'hégémonie militaire régionale d'Israël est un élément central de la politique américaine au Moyen-Orient. Ceci a été réalisé grâce à l’aide financière américaine et à l’augmentation de l’arsenal militaire israélien. Josh Paul, qui a démissionné à la suite de l'envoi d'armes à Israël, décrit la politique de Biden en faveur du « statu quo de l'occupation » et d'une politique « à courte vue, destructrice et injuste » qui « ne fera qu'engendrer des souffrances de plus en plus profondes pour les Israéliens et le peuple palestinien – et ce n’est pas dans l’intérêt américain à long terme ».
Malgré les demandes des États-Unis sur la protection des civils et l'acheminement de l’aide humanitaire par Israël, le secrétaire d’État Antony Blinken reconnait qu’il existe « un écart » entre ces appels et « les résultats réels que nous constatons sur le terrain ». Les États-Unis n’ont pas utilisé leur influence sur Israël – transferts d’armes et soutien diplomatique – pour assurer la sécurité des civils, ce qui conduit le Washington Post à décrire la rhétorique américaine comme une « approche du bon flic contre le mauvais flic ». Selon Aaron David Miller du CEIP, l'administration Biden mérite des éloges pour les négociations ayant abouti à la pause humanitaire, mais rappelle qu'elle demeure « attachée » aux objectifs de guerre israéliens ne peuvant être atteints sans causer « de graves dommages à la population civile ».
Ali Harb décrit les contradictions entre les rapports des médias sur la « frustration » de Biden à l'égard de Netanyahou et son soutien militaire continu à Israël, déclarant : « Les États-Unis continuent d'appeler à minimiser les pertes civiles, mais le nombre de morts palestiniens ne cesse de s'alourdir. L’administration Biden met l’accent à plusieurs reprises sur la solution à deux États ; les dirigeants israéliens continuent de déclarer explicitement qu’ils s’opposent à la création d’un État palestinien ».
Fin mars 2024, Tamer Qarmout, professeur à l'Institut d'études supérieures de Doha, analyse : « Vous ne voyez pas les États-Unis utiliser leur véritable influence pour arrêter Israël ou corriger ses comportements ».

### Isolement des États-Unis
Israël et les États-Unis sont de plus en plus isolés face à un appel mondial croissant à un cessez-le-feu,,,. La position de l'administration Biden (concernant le soutien inconditionnel à Israël) a laissé le président américain autant isolé sur la scène mondiale que le président russe Vladimir Poutine, estime le politologue américain Ian Bremmer. Selon Jeffrey Sachs, professeur d'économie à l'Université Columbia, les États-Unis sont isolés sur la scène mondiale en raison de leur soutien à Israël. En mars 2024, le sénateur américain Bernie Sanders écrit que les États-Unis sont « pratiquement seuls au monde » à continuer de défendre les actions d'Israël.

## Contrecoup du soutien américain
Les organisations de défense des droits humains et les responsables de l’ONU ont vivement critiqué l’administration Biden pour avoir opposé son veto à plusieurs résolutions de l’ONU appelant à un cessez-le-feu immédiat et pour avoir continué à envoyer des armes à Israël. Le président palestinien Mahmoud Abbas déclare que les États-Unis sont complices de crimes de guerre. Selon le secrétaire général d'Amnesty International, le veto montre que les États-Unis « font preuve d'un mépris total pour les souffrances des civils face à un nombre de morts stupéfiant ». Le communiqué de Médecins sans frontières se montre également critique : « le veto contraste fortement avec les valeurs qu'elle prétend défendre » ; les États-Unis fournissent « une couverture diplomatique aux atrocités en cours à Gaza ». Selon Human Rights Watch, le veto et le soutien militaire « risquent de conduire à une complicité dans des crimes de guerre ». À la suite du veto, une résolution de l'Assemblée générale des Nations unies appelant à un cessez-le-feu a recueilli un soutien écrasant, avec 153 pays votant pour la résolution contre 10 contre. Le président turc appelle à une réforme du système du Conseil de sécurité de l'ONU, qui permet aux cinq membres permanents d'opposer leur veto aux résolutions soutenues par l'écrasante majorité des pays.
Un sondage réalisé par le Centre arabe de recherche et d'études politiques montre que 94 % des personnes interrogées dans seize pays du Moyen-Orient ont une vision négative de la politique américaine pendant la guerre et 76 % se montrent hostile envers le pays en raison de sa politique. Dans une publication sur les réseaux sociaux, la mission de l'ONU en Palestine critique le secrétaire d'État américain pour ne pas avoir reconnu les dizaines de milliers de Palestiniens tués dans son message marquant les 100 jours depuis le début de la guerre.
Le 4 février 2024, l’eurodéputé irlandais Mick Wallace accuse les États-Unis de manquer de respect aux autres cultures et au droit international après avoir lancé une campagne de bombardements contre le Yémen. À la suite du veto américain lors d'une résolution du Conseil de sécurité de l’ONU appelant à un cessez-le-feu immédiat, Zhang Jun, l’ambassadeur de Chine auprès de l’ONU, estime que ce n’est « rien de différent que de donner le feu vert à la poursuite du massacre ».

### Au sein de l’administration Biden
Depuis le 7 janvier 2024, deux responsables de l'administration Biden – Josh Paul et Tariq Habash, travaillant respectivement sur la vente d'armes au département d'État et conseiller politique au ministère de l'Éducation – ont démissionné en opposition au soutien américain des efforts de guerre d'Israël. Une lettre est signée par plus d’une douzaine de membres du personnel de campagne de Biden appelant à un soutien moindre à Israël ainsi qu'à un cessez-le-feu. L'administration est témoin de « niveaux de dissidence assez extraordinaires », selon le démissionnaire Paul. Le 2 février 2024, un groupe de 800 responsables américains et européens signent une lettre ouverte affirmant que les politiques de leurs gouvernements affaiblissent la « position morale » de leur pays.

### Américains musulmans et arabes
Parmi les communautés musulmanes et arabo-américaines, le soutien américain à Israël suscite de vives réactions, certains promettant de s’abstenir de soutenir Biden lors de l’élection présidentielle de 2024. Les Palestino-Américains ayant de la famille à Gaza auraient « supplié le gouvernement américain d'évacuer les membres de leur famille ». Certains, dont l'ancien membre du Congrès Justin Amash, ont rapporté la mort de membres de leur famille à la suite des frappes aériennes israéliennes. Les citoyens américains bloqués à Gaza ont également critiqué la réponse du gouvernement américain au conflit. Lors d'une réunion avec la présidente de campagne de Biden, Julie Chávez Rodriguez (en), l'éditrice d'Arab American News lui aurait dit : « Si cet homme veut notre vote, il doit faire mieux que Jésus-Christ – ramener à la vie bon nombre de décédés. Le sang de milliers de personnes est sur ses mains ». En réponse aux rapports de fin février 2024 selon lesquels Biden prévoit à nouveau d'opposer son veto à une résolution de l'ONU en faveur d'un cessez-le-feu, la Campagne américaine pour les droits des Palestiniens déclare : « Notre gouvernement est au-delà du mal ».

### Opinion publique interne

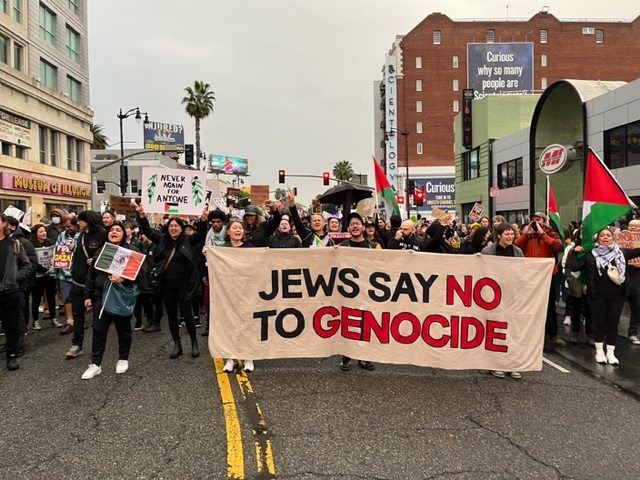
Manifestants pro-palestiniens brandissant une banderole « Les Juifs disent non au génocide » à Los Angeles en novembre 2023

L’opinion publique aux États-Unis s’oppose de plus en plus au soutien du gouvernement américain aux actions du gouvernement israélien actuel.
D'après un sondage Reuters/Ipsos publié le 15 novembre 2023 :  32 % des américains pensent que le pays doit soutenir Israël, 39 % préfèrent la neutralité, 4 % pour un soutien envers les Palestiniens, 15 % pensent que le pays ne doit pas du tout être impliqués dans le conflit.
Dans un sondage Gallup publié le 30 novembre 2023, 50 % des personnes interrogées aux États-Unis approuvent l’action militaire israélienne à Gaza tandis que 45 % la désapprouvent.
Dans un sondage Data for Progress (en) publié le 5 décembre 2023, 61 % des électeurs, dont une majorité de démocrates (76 %) et d'indépendants (57 %) et une pluralité de républicains (49 %), soutiennent l'appel des États-Unis à un cessez-le-feu permanent et une désescalade de la violence à Gaza ; 83 % des démocrates, 74 % des indépendants et 63 % des républicains soutiennent l'envoi de nourriture, d'eau et de fournitures médicales pour les Gazaouis ; 77 % des démocrates, 63 % des indépendants et 55 % des républicains sont favorables à ce que les Gazaouis aient un accès au carburant et à l'électricité ; 63 % des électeurs, dont 65 % des moins de 45 ans, approuvent la déclaration selon laquelle « les États-Unis doivent imposer des conditions strictes à Israël, tout en leur fournissant une aide militaire uniquement si le pays respecte les normes US en matière de droits de l’homme ».
Dans un sondage du New York Times/Siena College publié le 19 décembre 2023, 44 % des électeurs pensent qu'Israël doit arrêter sa campagne militaire pour éviter d'alourdir les pertes civiles, et 39 % préfèrent la poursuite de la campagne militaire même si cela provoque davantage de pertes civiles. 57 % des électeurs déclarent désapprouver la gestion du conflit israélo-palestinien par le président Biden, alors que 33 % l’approuvent.
Dans un sondage The Economist/YouGov publié le 24 janvier 2023, 35 % des adultes américains conviennent que la campagne militaire israélienne contre les Palestiniens équivaut à un génocide, 36 % ne sont pas d’accord et 29 % sont indécis. Parmi les citoyens américains âgés de 18 à 29 ans, 49 % des personnes interrogées conviennent qu’Israël commet un génocide, 24 % ne sont pas d’accord et 27 % sont indécis.
Dans un sondage Associated Press/NORC Center for Public Affairs Research publié le 2 février 2024, 50 % des adultes américains estiment que la réponse militaire d'Israël dans la bande de Gaza est disproportionnée, 31 % estiment « proportionnée » et 15 % estiment que celle-ci n'est « pas assez proportionnée ».
Au 25 février 2024, plus de 70 villes des États-Unis ont voté pour un cessez-le-feu,.
En avril 2024, un mouvement national de protestations pro-palestiniennes se répand aux États-Unis après avoir débuté à l'université Columbia, où des étudiants érigent des tentes pour dénoncer le soutien américain à Israël,. Des campements sont ensuite établis à l'université Harvard, à l'université Yale et à l'université de Princeton. Des manifestations ont également lieu à l'université du Texas à Austin, à l'université de Californie du Sud, à l'université d'État de Humboldt et à l'université Emory. Parmi les demandes principales des manifestants figurent l'arrêt des liens financiers entre les écoles avec Israël et leur désinvestissement des entreprises impliquées dans le conflit. Plusieurs centaines de manifestants sont arrêtés au cours de ce mouvement et des heurts avec la police ont lieu,.

### Responsables israéliens
Certains membres du gouvernement israélien estiment que le soutien de Biden à Israël n'est pas assez important. Dans une interview accordée au Wall Street Journal, le ministre israélien de la Sécurité nationale, Itamar Ben-Gvir, déclare : « Au lieu de nous apporter tout son soutien, Biden est occupé à fournir une aide humanitaire et du carburant [à Gaza] qui tombe entre les mains du Hamas. Si Donald Trump était au pouvoir, la conduite des États-Unis serait complètement différente ». Selon le ministre israélien des Finances, Bezalel Smotrich, Biden est impliqué dans un mensonge antisémite pour avoir imposé des sanctions contre les colons de Cisjordanie faisant preuve de violence envers les Palestiniens.

## Question des droits de l'homme
L'Assemblée générale des Nations Unies a voté le 27 octobre une résolution non contraignante appelant à un cessez-le-feu humanitaire pour permettre l'acheminement des secours à Gaza ; les États-Unis se sont rangés aux côtés d’Israël sur un rejet de la proposition. La semaine précédente, Washington avait opposé son veto à une résolution similaire à celle-ci au Conseil de sécurité de l’ONU.
Selon les démocrates progressistes, l'enveloppe de 14,3 milliards de dollars promise par la Maison Blanche à Israël est une violation de la loi Leahy car la plupart des victimes des représailles israéliennes contre Gaza sont des civils. La loi interdit aux départements d'État et de défense américains de fournir un soutien en matière de sécurité aux gouvernements étrangers soupçonnés de violer les droits de l'homme. Les partisans de la loi font référence au nombre croissant d'habitants de Gaza tués à la suite d'opérations militaires, à la migration forcée de plus d'un million de personnes et à l'aggravement de la situation humanitaire dû aux restrictions des biens vitaux par les autorités israéliennes. Au travers du Guardian, le député André Carson accuse Israël de « crimes de guerre » et cite l'utilisation présumée de phosphore blanc par les forces de défense israéliennes et les bombardements meurtriers contre le camp de réfugiés de Jabaliya. « Je suis très préoccupé par le fait que l'argent de nos contribuables puisse être utilisé pour violer les droits de l'homme », ajoute-t-il. L’administration Biden n’impose aucune restriction à l’utilisation par Israël des armes fournies par les États-Unis. Selon la porte-parole du Pentagone, Sabrina Singh (en), « c'est à l'armée de défense israélienne d'utiliser les armes à disposition dans la manière dont elle va mener ses opérations... Mais nous n'imposons aucune contrainte à ce sujet ». Usamah Andrabi, directeur des communications du parti Justice Democrats, déclare : « Je pense que la loi Leahy doit absolument être examinée dès maintenant, alors que nous constatons des violations flagrantes des droits de l'homme [...] Ils [Les Israéliens] ciblent les camps de réfugiés, les hôpitaux, les mosquées, sous couvert de légitime défense ou sous prétexte que l'un des membres du Hamas s'y cache. Peu importe que le Hamas soit là ou non, Israël cible des civils. Aucun cent des contribuables ne devrait être justifié pour cela ». Comme Carson, Alexandria Ocasio-Cortez dénonce particulièrement l'utilisation présumée de munitions au phosphore blanc, comme l'affirment Amnesty International et Human Rights Watch ; cela constitue une violation devant empêcher Israël d'obtenir de l'aide des États-Unis. « L'utilisation de phosphore blanc à proximité de zones peuplées de civils est un crime de guerre », ajoute-elle.
À la suite du veto d'une nouvelle résolution du Conseil de l'ONU le 8 décembre, les organisations internationales de défense des droits de l'homme publient la déclaration suivante : « En continuant à fournir à Israël des armes [et] une couverture diplomatique alors que le pays se rend coupable d'atrocités, notamment en punissant collectivement la population civile palestinienne à Gaza, les États-Unis risquent la complicité de crimes de guerre ».

### Complicité présumée dans le génocide

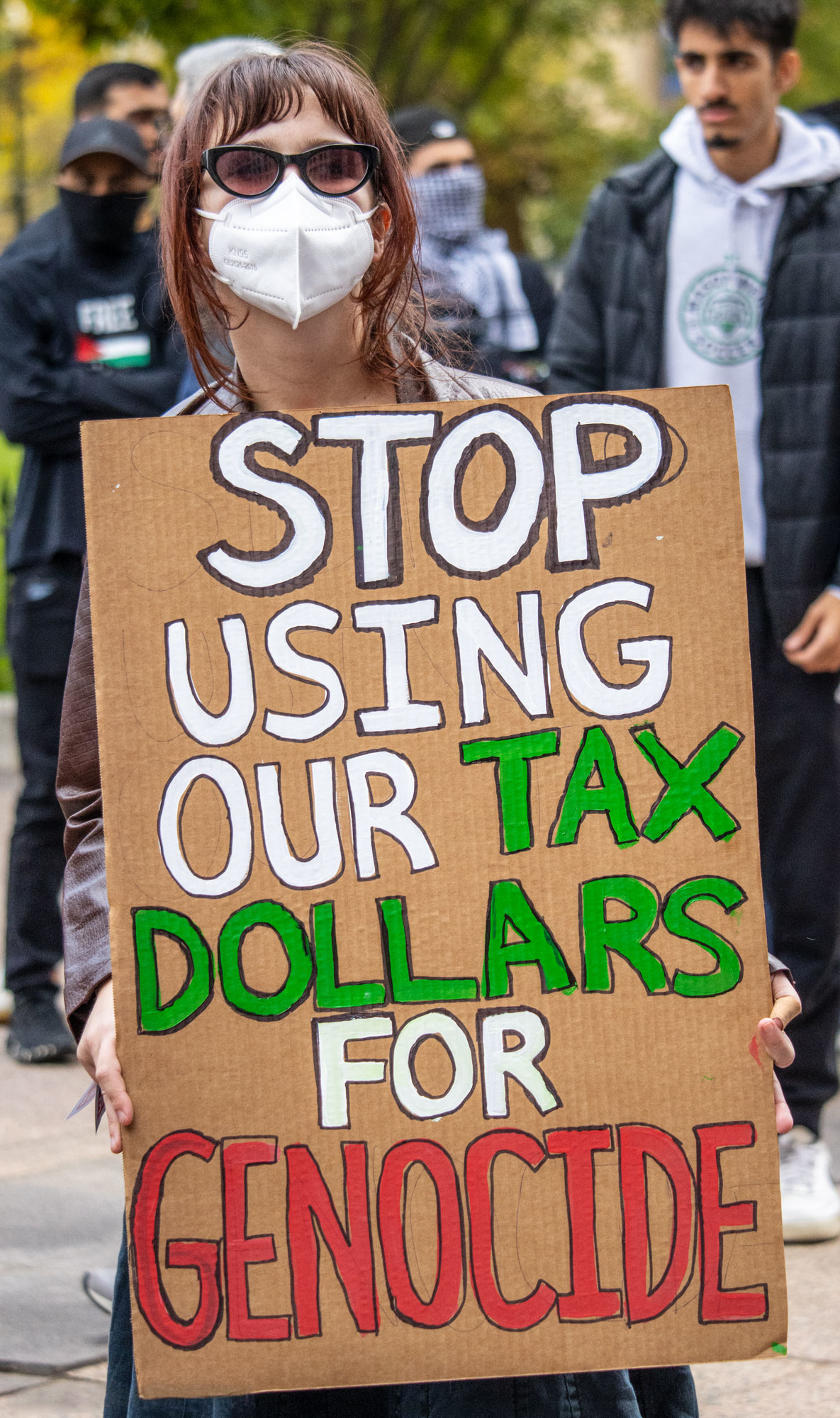
Manifestant pro-palestinien à Columbus (États-Unis) le 18 octobre 2023.

Certains chercheurs estiment que l’Amérique est complice d’un présumé génocide commis par Israël contre les Palestiniens,. Les avocats du Centre pour les droits constitutionnels avertissent l’administration Biden qu’ils pourront être tenus responsables « de leur incapacité à empêcher le déroulement du génocide israélien, ainsi que de leur complicité, en l’encourageant et en le soutenant matériellement ». En novembre 2023, le président Joe Biden est surnommé « Génocide Joe » par les critiques en raison de son soutien accru à Israël. Le porte-parole du Conseil de sécurité nationale, John Kirby, décrit par le média israélien Ynet comme « un défenseur israélien exceptionnellement accompli », déclare : « Israël essaie de se défendre contre une menace terroriste génocidaire. Donc, si nous commençons à prononcer ce terme, très bien, alors utilisons-le à bon escient ». Tout en poursuivant Joe Biden en tant que principal fournisseur d'aide militaire à Israël, le Centre pour les droits constitutionnels estime que « les États-Unis disposent des moyens nécessaires pour exercer un effet dissuasif sur les responsables israéliens menant actuellement des actes génocidaires contre le peuple palestinien à Gaza ». Selon le spécialiste du génocide William Schabas, il existe un « risque probable de génocide », tout en dénonçant les États-Unis par leur « manquement à leurs obligations » en vertu de la Convention sur le génocide de 1948 et du droit international,. Rashida Tlaib, députée démocrate du Michigan, accuse Joe Biden de soutenir le « génocide du peuple palestinien ».

## Lobby pro-israélien
Le 30 octobre, l'AIPAC, l'un des principaux groupes de pression pro-israéliens, publie une critique publique des membres du Congrès ayant voté contre la résolution 771 de la Chambre, exprimant son soutien à Israël. En réponse, le républicain Thomas Massie défend son vote en s'opposant à une large « promesse illimitée de soutien militaire », tandis que les démocrates Cori Bush, Mark Pocan et Alexandria Ocasio-Cortez accusent l'AIPAC de nuire à la démocratie américaine,,. Le 1er novembre, Ilhan Omar accuse l'AIPAC de diffusion de publicités islamophobes à son encontre. Le 2 novembre, la députée Rashida Tlaib, d'origine palestinienne, est la cible d'une campagne publicitaire télévisée de 100 000 dollars menée par la majorité démocrate pour Israël (en).
La Chambre des représentants, contrôlée par les Républicains, adopte le 5 décembre 2023 une résolution indiquant clairement et fermement que « l'antisionisme est de l'antisémitisme ». L'organisation condamne également le slogan « Du fleuve à la mer ». D'après une analyse du Guardian, les membres du Congrès soutenant Israël depuis le début de la guerre ont reçu en moyenne 100 000 dollars de plus (de la part de donateurs pro-israéliens) que leurs collègues pro-palestiniens. L'analyse des documents déposés par Commission électorale fédérale démontre un don de 95 000 $ de l'AIPAC au président de la Chambre Mike Johnson.
En mars 2024, un groupe de 20 organisations politiques progressistes forment une coalition anti-AIPAC pour lutter contre l'influence du groupe de lobbyistes sur la politique américaine. En réponse aux commentaires du sénateur Chuck Schumer selon lesquels Israël a besoin de nouvelles élections pour remplacer Netanyahou, J Street estime que le discours « signale un changement historique de la part du parti démocrate se souciant profondément de l'avenir d'Israël ». Des centaines de faux comptes sur les réseaux sociaux sont découverts par Haaretz, ciblant les législateurs du Parti démocrate avec des messages répétant les accusations du gouvernement israélien concernant l'UNRWA et le Hamas.

## Transferts d'armes

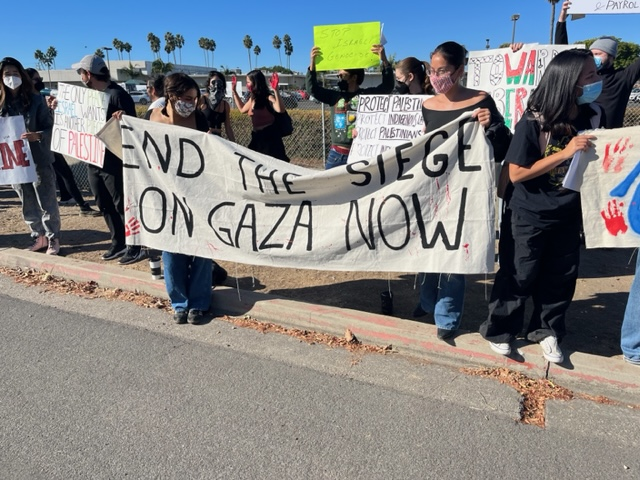
Manifestation devant le bureau de Raytheon à Goleta, en Californie, pour protester contre la fourniture d'armes à Israël par l'entrepreneur militaire, le 9 novembre 2023.

L’administration Biden a suscité la controverse après avoir contourné le Congrès à plusieurs reprises pour autoriser les ventes d’armes à l’armée israélienne. Josh Paul, un haut responsable du Département d'État spécialisé dans les transferts d'armes, a démissionné car, selon lui, « le gouvernement américain continue de vendre des armes à Israël malgré son bilan en matière de violations des droits de l'homme »,. Le gouvernement américain utilise des mécanismes spéciaux pour protéger Israël des lois nationales sur les droits de l'homme, révèle The Guardian lors d'une enquête. Contrairement au soutien militaire des États-Unis à l’Ukraine, les détails des armes envoyées à Israël demeurent vagues. Des informations divulguées montrent l'envois de système de missiles à guidage laser, des obus de 155 mm et de nouveaux véhicules militaires, entre autres, à la demande d'Israël. Des responsables anonymes déclarent en mars 2024 que les États-Unis ont approuvé la fourniture de 1 800 bombes MK84 de 2 000 livres supplémentaires et de 500 bombes MK82 de 500 livres.
Des tactiques d'« action directe » ont été adoptées contre les sociétés d'armement aux États-Unis fournissant des armes à Israël, notamment Lockheed Martin, General Dynamics, Textron, Boeing, L3Harris, Raytheon Technologies et Northrop Grumman.